# Copa Catalana Internacional (CCI)
La Copa Catalana Internacional de BTT o simplement Copa Catalana de BTT, és una competició catalana de ciclisme en la modalitat de cross-country olímpic que té lloc cada temporada.
Després d'una llarga trajectòria, la Copa Catalana Internacional Biking Point es consolida com un dels campionats de referència mundial. El segon campionat de XCO que més punts UCI reparteix del planeta (Copa del Món, a part). De forma paral·lela a la Copa Catalana Internacional també té lloc la Super Cup Massi, el campionat que ha agrupat les 5 millors competicions de la Copa Catalana Internacional Biking Point i que donen més punts als corredors i corredores en els rànquings internacionals.
18 anys de Copa Catalana Internacional Biking Point. El 2002, sota l'impuls d'Ocisport, naixia una competició que canviaria el panorama del XCO a Catalunya. Després de l'edició d'aquest any, aquest certamen ens deixa unes quants fites per a la història. El primer a tenir una cursa de categoria HC a Espanya, el 2n campionat del món amb més punts UCI en joc, el campionat de XCO amb més participació del país, l'únic capaç de reunir 1.000 bikers per a una sola cursa i, finalment, el que compta amb una major representació internacional de la història del MTB a Espanya.

## Història
| 2019                      | 2019 | 2020                      | 2020 | 2021                      | 2021   |
| ------------------------- | ---- | ------------------------- | ---- | ------------------------- | ------ |
| Banyoles                  | HC   | Banyoles                  | HC   | Banyoles                  | HC     |
| Corró d'Amunt             | C2   | Corró d'Amunt             | C2   | Corró d'Amunt             | CRI    |
| Vall de Lord              | C2   | Vall de Lord              | CRI  | Sta. Susanna              | CRI+C1 |
| Sta. Susanna              | C1   | Vall de Boí               | C2   | Barcelona                 | C1     |
| Barcelona                 | C1   | Girona - Sea Otter Europe | C1   | Vall de Lord              | C3     |
| Girona - Sea Otter Europe | C1   | Sta. Susanna              | C1   | Cala Ratjada (Mallorca)   | C2     |
| Vall de Boí               | C2   | Barcelona                 | C1   | Vall de Boí               | C2     |
| Vallnord                  | C1   |                           |      | Vallnord                  | C1     |
| Igualada                  | C3   |                           |      | Girona - Sea Otter Europe | C1     |